# Dorothy Hansine Andersen
Dorothy Hansine Andersen (Asheville, 15 maggio 1901 – New York, 3 marzo 1963) è stata una patologa e pediatra statunitense.
Fu la prima persona a identificare la fibrosi cistica e il primo medico americano a descriverne la malattia. Nel 2001 è stata introdotta nella National Women's Hall of Fame.

## Primi anni di vita
Dorothy Hansine Andersen nacque ad Asheville, nella Carolina del Nord, nel 1901. Nel 1914 suo padre morì e lei si prese la piena responsabilità della cura della madre invalida. Sua madre morì nel 1920, dopo essersi trasferiti a St. Johnsbury, nel Vermont. Nel 1922 Andersen si laureò in zoologia e chimica presso il Mount Holyoke College. Successivamente frequentò la Johns Hopkins School of Medicine, dove iniziò a svolgere ricerche sotto la direzione di Florence Rena Sabin. I primi due articoli di ricerca di Andersen riguardavano i vasi linfatici e sanguigni negli organi riproduttivi delle femmine di suino. Entrambi questi articoli furono pubblicati in Contributions to Embriology.
Dopo essersi laureata alla Johns Hopkins, Andersen divenne assistente di anatomia alla Rochester School of Medicine. Un anno dopo divenne stagista per un intervento chirurgico presso il Strong Memorial Hospital di Rochester, nello stato di New York. Dopo aver completato il suo anno di tirocinio le fu negata una posizione in chirurgia generale all'ospedale in quanto donna. Ciò la spinse a concentrarsi sulla sua ricerca e nel 1929 iniziò a lavorare al College of Physician and Surgeons della Columbia University come assistente in patologia. In seguito le fu chiesto di unirsi alla facoltà come istruttrice presso la Columbia Medical School. Per proseguire la sua carriera di ricercatrice, Andersen iniziò a lavorare per il suo dottorato in scienze mediche studiando endocrinologia alla Columbia University. In particolare studiò le influenze delle ghiandole endocrine sull'insorgenza e sul tasso di maturazione sessuale nei ratti. Nel 1935 conseguì il dottorato presso la Columbia University e lavorò come patologa presso il Babies Hospital presso il Columbia Presbyterian Medical Center. È qui che Andersen rimase per il resto della sua carriera medica. Nel 1945 ottenne il titolo di assistente pediatra. Grazie alle sue conoscenze di anatomia, fu chiamata a diventare consulente dell'Istituto di patologia delle forze armate durante la seconda guerra mondiale. Nel 1952 divenne il capo del reparto di patologia al Babies Hospital. Nello stesso anno ricevette il premio Elizabeth Blackwell.

## Ricerca e carriera
Durante la sua carriera di ricercatrice, Dorothy Hansine Andersen studiò molti casi di bambini con problemi digestivi o respiratori, eseguendo inoltre autopsie su coloro che erano morti a causa di questi problemi. Durante l'esecuzione di autopsie notò che molti dei pazienti morti per celiachia avevano cisti piene di liquido che erano circondate da cicatrici sul pancreas. Rilevò inoltre cicatrici e danni ai tessuti simili nei polmoni e concluse che il danno ai polmoni e al pancreas proveniva dalla stessa malattia che lei chiamava "fibrosi cistica del pancreas". Il nome cistico descrive il tessuto cicatriziale nei polmoni e nel pancreas. Il suo studio fu pubblicato sull'American Journal of Diseases of Children nel 1938. Le fu assegnato il premio E. Mead Johnson per la sua scoperta su questa malattia. Nel 1942 Andersen sviluppò il primo test diagnostico efficiente per la fibrosi cistica con Paul di Sant'Agnese presso il Babies Hospital. Nel 1948 l'American Academy of Pediatrics le assegnò la Borden Bronze Plaque per la sua ricerca di successo sulla nutrizione, pubblicata come Determining the effectiveness of different antibiotics in relieving the respiratory-tract infections that were the main cause of death from cystic fibrosis. Nel 1958 Anderson divenne docente a tempo pieno presso il Columbia College of Physicians and Surgeons. Durante questo periodo della sua carriera scrisse sul Journal of Chronic Diseases che la fibrosi cistica era una malattia ereditaria recessiva che una volta si pensava fosse fatale nella prima infanzia, ma che tuttavia molti pazienti sopravvivevano fino alla prima età adulta. Andersen pubblicò il suo ultimo documento nel 1959 sulla ricorrenza della fibrosi cistica nei giovani adulti. Non fu prima degli anni '80 che i ricercatori determinarono la vera causa della fibrosi cistica, essendo una singola mutazione che causava la sintesi incompleta di una proteina transmembrana, causando secrezioni spesse e intasanti principalmente nel pancreas e nel tratto respiratorio.
Oltre alle sue ricerche sulla fibrosi cistica, Dorothy Hansine Andersen studiò e descrisse inizialmente una rara malattia denominata malattia da accumulo di glicogeno di tipo IV (GSD IV), nota anche come malattia di Andersen. Questa malattia è causata da una mancanza di attività nell'enzima ramificante il glicogeno con conseguente accumulo di glicogeno nel fegato. Questa malattia è ereditata in modo autosomico recessivo e i primi sintomi iniziano a manifestarsi durante i primi mesi di vita di un bambino ed è generalmente fatale nei primi anni di vita.
Verso la fine della sua carriera Andersen aveva sviluppato un cancro ai polmoni dal fumo e si era sottoposta a un intervento chirurgico nel 1962. Dorothy Hansine Andersen morì all'età di sessantuno anni nel 1963 a New York. Fu premiata postuma con la Distinguished Service Medal presso il Columbia Presbyterian Medical Center. In ricordo del suo lavoro sulla fibrosi cistica, Dorothy Hansine Andersen fu introdotta nella National Women's Hall of Fame nel 2001.